# Vrigny (Marne)
Vrigny település Franciaországban, Marne megyében. Lakosainak száma 240 fő (2022. január 1.). Vrigny Coulommes-la-Montagne, Gueux, Méry-Prémecy, Ormes és Thillois községekkel határos.

## Népesség
A település népessége az elmúlt években az alábbi módon változott:
| Lakosok száma | 167  | 196  | 201  | 216  | 199  | 214  | 232  | 247  | 252  | 240  |
|               | 1968 | 1982 | 1990 | 2006 | 2013 | 2015 | 2017 | 2019 | 2020 | 2022 |